# Gerhard Alexander
Gerhard Alexander (* 10. Februar 1903 in Berlin; † 7. September 1988 in Hamburg) war ein deutscher Bibliothekar.

## Ausbildung
Gerhard Alexander war der Sohn des Chemikers und Fabrikanten Walter Bismarck Alexander und dessen Ehefrau Hedwig, geborene Grundmann. Die Familie war ursprünglich jüdischen Glaubens. Walter Alexander trat am 12. Februar und seine Frau Hedwig am 20. Februar 1903 aus dem Judentum aus. Ihren Sohn Gerhard ließen sie noch im selben Jahr taufen. Seine Schulausbildung begann er am Kaiserin-Augusta-Gymnasium in Charlottenburg. 1919 zog die Familie nach Hamburg, wo er das Christianeum in Altona besuchte, das er 1921 mit der Reifeprüfung verließ. Alexander studierte Germanistik, Anglistik, Nordistik, Geschichte und Vergleichende Sprachwissenschaften an Universitäten in Tübingen, Jena, Hamburg und Kiel. Er beendete das Studium 1927 mit einer Promotion über altnordische Verslehre in Berlin.
1928 bestand Alexander das Examen für das Höhere Lehramt. Danach ging er an die Universitätsbibliothek der Universität Münster. Hier arbeitete er anfangs als freiwilliger Hilfsarbeiter. Er absolvierte eine zweijährige Fortbildung an der Universität Berlin und erhielt an der Münsteraner Bibliothek eine Stelle als Volontär. 1932 heiratete er Margarethe Schnapp, deren Vater Friedrich Schnapp evangelischer Pastor in Dortmund war. Im Herbst desselben Jahres bestand Alexander die wissenschaftliche Bibliothekarsprüfung an der Preußischen Staatsbibliothek und erhielt eine Stelle am Gesamtkatalog der Preußischen Bibliotheken. 1933 wurde ihm aufgrund seiner jüdischen Abstammung gekündigt. Als der Verein Deutscher Bibliothekare 1934 die Zahlung des Mitgliederbeitrags für 1934 anmahnte, antwortete Alexander hierauf am 11. Mai 1934 mit einem Protestbrief: er werde den Beitrag nicht zahlen und sehe das Mahnschreiben als „taktlos“ an, da der Verein nichts gegen die Kündigungen jüdischer Bibliothekare unternommen habe, so Alexander.
Alexander ging notgedrungen zurück nach Hamburg und arbeitete als kaufmännischer Angestellter bei der „Deutschen Oelfabrik Dr. Grandel & Co.“, an der sein Vater Anteile hielt. Im März 1938 wies das Arbeitsamt Alexander an, im Lager der Schuhgroßhandlung Rasch & Jung zu arbeiten, die 1943 nach Tostedt zog. Während dieser Zeit forschte er zur Prosa der isländischen Saga. 1938 versuchte er erfolglos, das Deutsche Reich gen Amerika zu verlassen, wo er als Kaufmann arbeiten wollte. Am 13. Februar 1945 entließ ihn das Hamburger Arbeitsamt zum „anderweitigen Arbeitseinsatz“. Einen Tag später folgte die Deportation mit dem letzten Transport in das Ghetto Theresienstadt, in dem seine Eltern 1942 und 1943 ermordet worden waren.

## Wiederaufbau der Hamburger Universitätsbibliothek
Am 8. Mai 1945 wurde das Konzentrationslager von der Roten Armee befreit. Gerhard Alexander war an Flecktyphus erkrankt und kam erst am 30. Juni 1945 gesundheitlich schwer angeschlagen nach Hamburg zurück, wo er sich langsam erholte. Danach arbeitete er, zunächst ohne Bezahlung, als „Hilfsarbeiter“ für die Staats- und Universitätsbibliothek Hamburg, die sich nach der Zerstörung 1943 am Speersort nun behelfsmäßig im Wilhelm-Gymnasium befand. Die Mitarbeiter begutachteten und sortierten hier unter schwierigen Bedingungen Bücher und Akten, die aus der Ruine der alten Bibliothek zusammengetragen worden waren.
Am 1. September 1946 erhielt Alexander einen auf Widerruf erteilten Beamtenstatus. Die Behörden warfen ihm vor, von 1933 bis 1945 „fachfremd“ gearbeitet und keine ausreichenden Weiterbildungen belegt zu haben. Nach komplizierten Verhandlungen wurde er am 13. Juni 1952 zum Beamten auf Lebenszeit ernannt. Während seiner Zeit an der Hamburger Bibliothek leitete Alexander erfolgreich den Wiederaufbau des Norddeutschen Zentralkatalogs, der unter seiner Ägide bedeutend für die Literaturinfrastruktur wurde. Die Mitarbeiter sammelten Nachweise über die Bestände von Büchern und Zeitschriften in norddeutschen Bibliotheken und etablierten die Fernleihe.
1964 übernahm Alexander in der Bibliothek die Leitung der Handschriftensammlung. Gemeinsam mit seinem Mitarbeiter Tilo Brandis konnte er zu Zeiten des Kalten Krieges eine sogenannte „Gelbe Liste“ von Handschriften, Inkunabeln und Nachlässen erarbeiten, die im „Depositum“ der Deutschen Staatsbibliothek in Ost-Berlin lagerten. Diese Dokumente waren während des Zweiten Weltkriegs ausgelagert, von der Sowjetunion beschlagnahmt und später in Teilen an die DDR zurückgegeben worden. Das von Alexander und Brandis in Ost-Berlin erstellte Verzeichnis bot eine zuverlässige Übersicht über Codices, die Hamburg gehörten und an verschiedenen Standorten lagerten. Auf Basis dieses Dokuments konnte am 9. April 1965 ein Abkommen geschlossen werden, das es möglich machte, die Dokumente stückweise zu leihen und in Hamburg zu konservieren, katalogisieren und verfilmen. Die Staats- und Universitätsbibliothek konnte somit an einem Katalogisierungsprogramm der Deutschen Forschungsgemeinschaft teilnehmen, das die Arbeiten finanzierte. Außerdem erleichterte die „Gelbe Liste“ die Literaturrecherche vieler Forscher.

## Wirken in Lehre und Forschung
Neben der Tätigkeit als Bibliothekar lehrte Alexander. Unmittelbar nach Ende des Zweiten Weltkriegs übernahm er die Leitung der Ausbildung für den Höheren Dienst. Außerdem bildete er mehrere Generationen angehender Bibliothekare an der Bibliotheksschule aus. Seit dem Wintersemester 1949/50 lehrte und forschte er zur Nordistik an der Hamburger Universität. Ulrich Pretzel bot Alexander eine Stelle an der Universität an, die dieser jedoch ablehnte.
1969 ging Alexander in den Ruhestand und forschte. Er erstellte die erste vollständig kommentierte Edition der Bibelkritik Hermann Samuel Reimarus. Die Schriften des Hamburger Gelehrten waren zuvor nur unvollständig und anonym von Gotthold Ephraim Lessing publiziert worden und hatten zum Fragmentenstreit geführt. Die Arbeit Alexanders, bei der er Reimarus Handschriften verwendete, kann als eine seiner größten Leistungen angesehen werden.
Seit 1974 beteiligte sich Alexander als Mitglied an den Tagungen der Lessing-Akademie. Dabei sprach er zur Theologie der Aufklärung, zum Judentum des 18. Jahrhunderts, zu Lessing und Moses Mendelssohn. Seit 1972 engagierte sich der Bibliothekar in der Reimarus-Kommission der Joachim-Jungius-Gesellschaft der Wissenschaften.

## Schriften (Auswahl)
- Die Bindungen im Ljóðaháttr. Ein Beitrag zur Lehre vom altnordischen Strophenbau (= Germanistische Abhandlungen, Bd. 61). Marcus, Breslau 1929 (Dissertation Universität Kiel) (Nachdruck: Olms, Hildesheim 1977, ISBN 3-487-06215-1).
- Studien über die Hugsvinnsmál. In: Zeitschrift für deutsches Altertum, Bd. 68 (1931), S. 97–127.
- Der Hamburger Zentralkatalog. In: Hermann Tiemann (Hrsg.): Probleme des Wiederaufbaus im wissenschaftlichen Bibliothekswesen. Gildenverlag, Hamburg 1947, S. 78–88.
- Aus der Hamburger Bibliotheksschule. In: Zentralblatt für Bibliothekswesen, Bd. 63 (1949), H. 3/4, S. 83–94.
- Ein Prachteinband aus gräflich oldenburgischem Besitz in der Staats- und Universitätsbibliothek Hamburg. In: Christian Voigt (Hrsg.): Libris et litteris. Festschrift für Hermann Tiemann zum 60. Geburtstag am 9. Juli 1959. Maximilian-Gesellschaft, Hamburg 1959, S. 167–176.
- (Mitarb.): Die Italienischen Renaissance-Einbände der Bibliothek Fürstenberg. Maximilian-Gesellschaft, Hamburg 1966.
- (Hrsg.): Hermann Samuel Reimarus: Apologie oder Schutzschrift für die vernünftigen Verehrer Gottes. Zwei Bände. Insel Verlag, Frankfurt/M. 1972, ISBN 3-458-05584-3.
- Wie kam Lessing zur Handschrift der Wolfenbütteler Fragmente? In: Philobiblon, Bd. 15 (1972), S. 160–173.
- Die Sprache des Reimarus. In: Hermann Samuel Reimarus (1694-1768). Ein „bekannter Unbekannter“ der Aufklärung in Hamburg. Vandenhoeck & Ruprecht, Göttingen 1973, S. 128–156, ISBN 3-525-85543-5.
- Das Verständnis des Menschen bei Hermann Samuel Reimarus. In: Wolfenbütteler Studien zur Aufklärung, Bd. 1. Niemeyer, Tübingen 1974, S. 47–68, ISBN 3-87447-026-1.
- Moses Mendelssohn und Hermann Samuel Reimarus. In: Walter Hesselbach (Hrsg.): Judentum im Zeitalter der Aufklärung (= Wolfenbütteler Studien zur Aufklärung, Bd. 4). Jacobi, Bremen/Wolfenbüttel 1977, S. 187–209, ISBN 3-87447-103-9.
- Neue Erkenntnisse zur „Apologie“ von Hermann Samuel Reimarus. In: Zeitschrift des Vereins für Hamburgische Geschichte, Bd. 65 (1979), S. 145–159.
- Spinoza und Dippel. In: Karlfried Gründer (Hrsg.): Spinoza in der Frühzeit seiner religiösen Wirkung (= Wolfenbütteler Studien zur Aufklärung, Bd. 12). Lambert Schneider, Heidelberg 1984, S. 93–110, ISBN 3-7953-0729-5.
- Johann Albrecht Hinrich Reimarus und Elise Reimarus in ihren Beziehungen zu Lessing. In: Günter Schulz (Hrsg.): Lessing und der Kreis seiner Freunde (= Wolfenbütteler Studien zur Aufklärung, Bd. 8). Lambert Schneider, Heidelberg 1985, S. 129–150, ISBN 3-7953-0724-4.
- (mit Johannes Fritsche): „Religion“ und „Religiösität“ im 18. Jahrhundert. Eine Skizze zur Wortgeschichte. In: Karlfried Gründer (Hrsg.): Religionskritik und Religiösität in der deutschen Aufklärung (= Wolfenbütteler Studien zur Aufklärung, Bd. 11). Lambert Schneider, Heidelberg 1989, S. 11–24, ISBN 3-7953-0728-7.
- Isachar Falkensohn Behr (1746-1817). In: Karlfried Gründer (Hrsg.): Aufklärung und Haskala in jüdischer und nichtjüdischer Sicht (= Wolfenbütteler Studien zur Aufklärung, Bd. 14). Lambert Schneider, Heidelberg 1990, S. 57–64, ISBN 3-7953-0732-5.
- Der Einfluß von Hermann Samuel Reimarus auf Moses Mendelssohn. In: Jakob Katz (Hrsg.): Begegnung von Deutschen und Juden in der Geistesgeschichte des 18. Jahrhunderts (= Wolfenbütteler Studien zur Aufklärung, Bd. 10). Niemeyer, Tübingen 1994, S. 17–24, ISBN 3-484-17510-9.